# Олбен Барклі
Олбен Вільям Барклі (ім'я при народженні — Віллі Олбен Барклі; англ. Alben William Barkley; нар. 24 листопада 1877, Кентуккі — пом. 30 квітня 1956, Вірджинія) — американський політик, один з великих діячів Демократичної партії США, віцепрезидент США в 1949–1953 роках, найстарший віцепрезидент США.

## Біографія
Народився в Кентуккі, був депутатом Палати представників Конгресу США в 1913–1927, а потім беззмінним сенатором США від того ж штату в 1927–1949, будучи лідером демократичної фракції (більшості, а потім меншості) в Сенаті. Був одним з найпопулярніших демократичних політиків, боровся проти грального бізнесу, підтримував «Новий курс» Ф. Д. Рузвельта. У 1930-ті перемагав на виборах завдяки підтримці з боку робітників і селян (середній клас голосував проти нього). Балотуючись у президенти на власний термін у 1948, президент Гаррі Трумен (який сам вступив на посаду з посади віце-президента після смерті Рузвельта, і, так як це було до введення поправки до Конституції 1965 р., власного віце-президента до кінця першого терміну не мав) запропонував партії висунути у віце-президенти 71-річного Барклі. Незважаючи на розкол Демократичної партії та створення Прогресивної партії Генрі Воллеса, Трумену і Барклі вдалося здобути на виборах 1948 сенсаційну перемогу над республіканцем Дьюї. Барклі став найстарішим віце-президентом США за всю історію.
У 1952 Трумен відмовився від балотування в президенти, і Барклі намагався отримати підтримку партії вже для висунення власної президентської кандидатури; проте більшість демократів його не підтримала через похилий вік і відсутності власної сильної команди. Був висунутий Едлай Стівенсон, який поступився республіканцеві генералу Ейзенхауеру.
У 1955 Барклі знову був обраний до Сенату, але вже наступного року раптово помер під час публічної промови. Після того, як він повідомив аудиторії: «Я волів би бути слугою в домі Господньому, ніж сидіти в рядах всемогутніх», Барклі впав і помер від серцевого нападу.